# داني ماي
داني ماي (بالإنجليزية: Danny May)‏ (19 نوفمبر 1988 بواتفورد في المملكة المتحدة - ) هو لاعب كرة قدم بريطاني في مركز الدفاع. لعب مع نادي نورثامبتون تاون وهيميل هيمبستيد تاون وإنفيلد تاون وويفنهو تاون ‏ وKings Langley F.C. ‏.

## وصلات خارجية
- داني ماي على موقع قاعدة بيانات كرة القدم.إي يو (الإنجليزية)
- داني ماي على موقع قاعدة بيانات كرة القدم.إي يو (الإنجليزية)